# Lake Marcel–Stillwater
Lake Marcel–Stillwater az Amerikai Egyesült Államok északnyugati részén, Washington állam King megyéjében elhelyezkedő statisztikai település. A 2010. évi népszámlálási adatok alapján 1277 lakosa van.

## Népesség
A település népességének változása:
| Lakosok száma | 1381 | 1277 | 1334 |
|               | 2000 | 2010 | 2020 |